# Chuan Leekpai
Chuan Leekpai (em tailandês: ชวน หลีกภัย, Trang, 1938) é um político da Tailândia. Foi primeiro-ministro de 23 de setembro de 1992 a 24 de maio de 1995 e de 9 de novembro de 1997 a 9 de fevereiro de 2001.
Estudou Direito na Universidade de Thammasat. Foi eleito primeiro-ministro pela primeira vez como líder do Partido Democrata após ser abortado o golpe de Estado do General Suchinda Kraprayoon. Na segunda ocasião sucedeu a Chavalit Yongchaiyudh que tinha ocupado o governo provisoriamente depois da crise econômica asiática.